# Ermita de la Virgen del Puerto (Zamora)
La Ermita del Puerto (denominada también como ermita de la Virgen del Puerto) es un templo ubicado en la denominada Dehesa el Puerto en las afueras de la ciudad de Zamora (España). Está ubicada a 8 km al noroeste de la ciudad, en las cercanías de la denominada Fuente de la Salud. El entorno de la ermita, de aspecto modesto, se destaca por formar parte de un conjunto de edificaciones. En la ermita se celebra la cruz de mayo pintando a ambos lados de la entrada dos árboles en cal.  

## Características
Se trata de un edificio de planta rectangular de fachadas de sencillo trazado. En su interior destaca la existencia de una sola nave, que se encuentra adosada en su parte posterior a otras edificaciones de la finca. En el hastial se ubica una pequeña espadaña con un campanario, rematada con dos pináculos.